# Rantau Kumpai
Rantau Kumpai is een bestuurslaag in het regentschap Ogan Komering Ulu van de provincie Zuid-Sumatra, Indonesië. Rantau Kumpai telt 836 inwoners (volkstelling 2010).